# Lafitte-sur-Lot
Lafitte-sur-Lot település Franciaországban, Lot-et-Garonne megyében. Lakosainak száma 814 fő (2022. január 1.). Lafitte-sur-Lot Bourran, Castelmoron-sur-Lot, Clairac, Granges-sur-Lot, Lacépède, Laparade és Saint-Sardos községekkel határos.

## Népesség
A település népességének változása:
| Lakosok száma | 774  | 746  | 731  | 753  | 816  | 834  | 827  | 822  | 812  | 814  |
|               | 1968 | 1982 | 1990 | 2006 | 2013 | 2015 | 2017 | 2019 | 2020 | 2022 |